# Volta a Catalunya 2022
Volta a Catalunya 2022 a fost cea de a 101-a ediție a Cursei Volta a Catalunya care se desfășoară în perioada 21-27 martie 2022 și este a șaptea probă în Circuitul mondial UCI 2022. 

## Echipe participante
Întrucât Volta a Catalunya este un eveniment din cadrul Circuitului mondial UCI 2022, toate cele 18 echipe UCI au fost invitate automat și obligate să aibă o echipă în cursă. Șase echipe profesioniste continentale au primit wildcard. 

### Echipe UCI World
| - AG2R Citroën Team - Astana Qazaqstan Team - Bora–Hansgrohe - Cofidis - EF Education–EasyPost - Groupama–FDJ - Ineos Grenadiers - Intermarché–Wanty–Gobert Matériaux - Israel–Premier Tech | - Lotto Soudal - Movistar Team - Quick-Step Alpha Vinyl Team - Team Bahrain Victorious - Team BikeExchange - Team DSM - Team Jumbo–Visma - Trek-Segafredo - UAE Team Emirates |  |

### Echipe continentale profesioniste UCI
| - Arkéa–Samsic - Burgos-BH - Caja Rural-Seguros RGA | - Euskaltel-Euskadi - Equipo Kern Pharma - Uno-X Pro Cycling Team |  |

## Etapele programate
| Etapa | Dată   | Start – Sosire                                | type               | Distanță (km) | Elevation (m) | Câștigător       | Liderul global          |
| ----- | ------ | --------------------------------------------- | ------------------ | ------------- | ------------- | ---------------- | ----------------------- |
| 1     | 21 mar | Sant Feliu de Guíxols – Sant Feliu de Guíxols | etapă de plat      | 171           | 1.968 m       | Michael Matthews | Michael Matthews        |
| 2     | 22 mar | L'Escala – Perpignan                          | etapă de plat      | 202,5         | 2.404 m       | Kaden Groves     | Jonas Iversby Hvideberg |
| 3     | 23 mar | Perpignan – La Molina                         | etapă de munte     | 161,1         | 3.486 m       | Ben O'Connor     | Ben O'Connor            |
| 4     | 24 mar | La Seu d'Urgell – Boí Taüll Resort            | etapă de munte     | 166,5         | 3.400 m       | João Almeida     | Nairo Quintana          |
| 5     | 25 mar | La Pobla de Segur – Vilanova i la Geltrú      | etapă de plat      | 206           | 2.760 m       | Ethan Vernon     | João Almeida            |
| 6     | 26 mar | Salou – Cambrils                              | etapă intermediară | 167,5         | 3.014 m       | Richard Carapaz  | Sergio Higuita          |
| 7     | 27 mar | Barcelona – Barcelona                         | etapă intermediară | 138,5         | 2.337 m       | Andrea Bagioli   | Sergio Higuita          |

## Etape

### Etapa 1
21 martie 2022 — Sant Feliu de Guíxols - Sant Feliu de Guíxols, 171,2 km (106,4 mi)
| Loc | Concurent                | Echipă                      | Timp       |
| --- | ------------------------ | --------------------------- | ---------- |
| 1   | Michael Matthews         | Team BikeExchange–Jayco     | 3h 47' 11" |
| 2   | Sonny Colbrelli          | Team Bahrain Victorious     | +0"        |
| 3   | Quentin Pacher           | Groupama–FDJ                | +0"        |
| 4   | Andrea Bagioli           | Quick-Step Alpha Vinyl Team | +0"        |
| 5   | Sergio Higuita           | Bora–Hansgrohe              | +0"        |
| 6   | Mattias Skjelmose Jensen | Trek–Segafredo              | +0"        |
| 7   | Simon Clarke             | Israel–Premier Tech         | +0"        |
| 8   | Eduard Prades            | Caja Rural–Seguros RGA      | +0"        |
| 9   | Hugo Hofstetter          | Arkéa–Samsic                | +0"        |
| 10  | Attila Valter            | Groupama–FDJ                | +0"        |

| Loc | Concurent                | Echipă                      | Timp       |
| --- | ------------------------ | --------------------------- | ---------- |
| 1   | Michael Matthews         | Team BikeExchange–Jayco     | 3h 47' 01" |
| 2   | Jonas Iversby Hvideberg  | Team DSM                    | +4"        |
| 3   | Sonny Colbrelli          | Team Bahrain Victorious     | +4"        |
| 4   | Quentin Pacher           | Groupama–FDJ                | +6"        |
| 5   | Andrea Bagioli           | Quick-Step Alpha Vinyl Team | +10"       |
| 6   | Sergio Higuita           | Bora–Hansgrohe              | +10"       |
| 7   | Mattias Skjelmose Jensen | Trek–Segafredo              | +10"       |
| 8   | Simon Clarke             | Israel–Premier Tech         | +10"       |
| 9   | Eduard Prades            | Caja Rural–Seguros RGA      | +10"       |
| 10  | Hugo Hofstetter          | Arkéa–Samsic                | +10"       |

### Etapa a 2-a
22 martie 2022 — L'Escala - Perpignan (Franța), 202,4 km (125,8 mi)
| Loc | Concurent                | Echipă                      | Timp       |
| --- | ------------------------ | --------------------------- | ---------- |
| 1   | Kaden Groves             | Team BikeExchange–Jayco     | 4h 44' 28" |
| 2   | Phil Bauhaus             | Team Bahrain Victorious     | +0"        |
| 3   | Hugo Hofstetter          | Arkéa–Samsic                | +0"        |
| 4   | Ethan Vernon             | Quick-Step Alpha Vinyl Team | +0"        |
| 5   | Juan Sebastián Molano    | UAE Team Emirates           | +0"        |
| 6   | Manuel Peñalver          | Burgos-BH                   | +0"        |
| 7   | Michael Matthews         | Team BikeExchange–Jayco     | +0"        |
| 8   | Steven Kruijswijk        | Team Jumbo–Visma            | +0"        |
| 9   | Henri Vandenabeele       | Team DSM                    | +0"        |
| 10  | Mattias Skjelmose Jensen | Trek–Segafredo              | +0"        |

| Loc | Concurent                  | Echipă                             | Timp       |
| --- | -------------------------- | ---------------------------------- | ---------- |
| 1   | Jonas Iversby Hvideberg    | Team DSM                           | 8h 31' 28" |
| 2   | Michael Matthews           | Team BikeExchange–Jayco            | +1"        |
| 3   | Hugo Hofstetter            | Arkéa–Samsic                       | +7"        |
| 4   | Mattias Skjelmose Jensen   | Trek–Segafredo                     | +11"       |
| 5   | Juan Sebastián Molano      | UAE Team Emirates                  | +11"       |
| 6   | Giulio Ciccone             | Trek–Segafredo                     | +11"       |
| 7   | Tobias Halland Johannessen | Uno-X Pro Cycling Team             | +11"       |
| 8   | Sergio Higuita             | Bora–Hansgrohe                     | +11"       |
| 9   | Jan Bakelants              | Intermarché–Wanty–Gobert Matériaux | +11"       |
| 10  | Sam Oomen                  | Team Jumbo–Visma                   | +11"       |

### Etapa a 3-a
23 martie 2022 — Perpignan (Franța) - La Molina, 161,1 km (100,1 mi)
| Loc | Concurent                  | Echipă                  | Timp       |
| --- | -------------------------- | ----------------------- | ---------- |
| 1   | Ben O'Connor               | AG2R Citroën Team       | 4h 12' 51" |
| 2   | Juan Ayuso                 | UAE Team Emirates       | +6"        |
| 3   | Nairo Quintana             | Arkéa–Samsic            | +6"        |
| 4   | Sergio Higuita             | Bora–Hansgrohe          | +6"        |
| 5   | João Almeida               | UAE Team Emirates       | +6"        |
| 6   | Wout Poels                 | Team Bahrain Victorious | +6"        |
| 7   | Giulio Ciccone             | Trek–Segafredo          | +6"        |
| 8   | Tobias Halland Johannessen | Uno-X Pro Cycling Team  | +6"        |
| 9   | Guillaume Martin           | Cofidis                 | +6"        |
| 10  | Damien Howson              | Team BikeExchange–Jayco | +9"        |

| Loc | Concurent                  | Echipă                  | Timp        |
| --- | -------------------------- | ----------------------- | ----------- |
| 1   | Ben O'Connor               | AG2R Citroën Team       | 12h 44' 20" |
| 2   | Juan Ayuso                 | UAE Team Emirates       | +10"        |
| 3   | Nairo Quintana             | Arkéa–Samsic            | +12"        |
| 4   | Sergio Higuita             | Bora–Hansgrohe          | +16"        |
| 5   | Giulio Ciccone             | Trek–Segafredo          | +16"        |
| 6   | Tobias Halland Johannessen | Uno-X Pro Cycling Team  | +16"        |
| 7   | Wout Poels                 | Team Bahrain Victorious | +16"        |
| 8   | Guillaume Martin           | Cofidis                 | +16"        |
| 9   | João Almeida               | UAE Team Emirates       | +16"        |
| 10  | Steven Kruijswijk          | Team Jumbo–Visma        | +19"        |

### Etapa a 4-a
24 martie 2022 — La Seu d'Urgell - Boí Taüll, 166,7 km (103,6 mi)
| Loc | Concurent                  | Echipă                  | Timp       |
| --- | -------------------------- | ----------------------- | ---------- |
| 1   | João Almeida               | UAE Team Emirates       | 4h 20' 27" |
| 2   | Nairo Quintana             | Arkéa–Samsic            | +0"        |
| 3   | Sergio Higuita             | Bora–Hansgrohe          | +0"        |
| 4   | Wout Poels                 | Team Bahrain Victorious | +7"        |
| 5   | Tobias Halland Johannessen | Uno-X Pro Cycling Team  | +13"       |
| 6   | Juan Ayuso                 | UAE Team Emirates       | +13"       |
| 7   | Richard Carapaz            | Ineos Grenadiers        | +13"       |
| 8   | Jai Hindley                | Bora–Hansgrohe          | +13"       |
| 9   | Carlos Rodríguez           | Ineos Grenadiers        | +13"       |
| 10  | Guillaume Martin           | Cofidis                 | +13"       |

| Loc | Concurent                  | Echipă                  | Timp        |
| --- | -------------------------- | ----------------------- | ----------- |
| 1   | Nairo Quintana             | Arkéa–Samsic            | 17h 04' 53" |
| 2   | João Almeida               | UAE Team Emirates       | +0"         |
| 3   | Sergio Higuita             | Bora–Hansgrohe          | +6"         |
| 4   | Juan Ayuso                 | UAE Team Emirates       | +17"        |
| 5   | Wout Poels                 | Team Bahrain Victorious | +17"        |
| 6   | Ben O'Connor               | AG2R Citroën Team       | +17"        |
| 7   | Tobias Halland Johannessen | Uno-X Pro Cycling Team  | +23"        |
| 8   | Guillaume Martin           | Cofidis                 | +23"        |
| 9   | Richard Carapaz            | Ineos Grenadiers        | +26"        |
| 10  | Torstein Træen             | Uno-X Pro Cycling Team  | +34"        |

### Etapa a 5-a
25 martie 2022 — La Pobla de Segur - Vilanova i la Geltrú, 206,3 km (128,2 mi)
| Loc | Concurent        | Echipă                      | Timp       |
| --- | ---------------- | --------------------------- | ---------- |
| 1   | Ethan Vernon     | Quick-Step Alpha Vinyl Team | 5h 21' 17" |
| 2   | Phil Bauhaus     | Team Bahrain Victorious     | +0"        |
| 3   | Dorian Godon     | AG2R Citroën Team           | +0"        |
| 4   | Guillaume Boivin | Israel–Premier Tech         | +0"        |
| 5   | Kaden Groves     | Team BikeExchange–Jayco     | +0"        |
| 6   | Martin Laas      | Bora–Hansgrohe              | +0"        |
| 7   | Manuel Peñalver  | Burgos BH                   | +0"        |
| 8   | Ivo Oliveira     | UAE Team Emirates           | +0"        |
| 9   | Hugo Hofstetter  | Arkéa–Samsic                | +0"        |
| 10  | Guillaume Martin | Cofidis                     | +0"        |

| Loc | Concurent                  | Echipă                  | Timp        |
| --- | -------------------------- | ----------------------- | ----------- |
| 1   | João Almeida               | UAE Team Emirates       | 22h 26' 09" |
| 2   | Nairo Quintana             | Arkéa–Samsic            | +1"         |
| 3   | Sergio Higuita             | Bora–Hansgrohe          | +7"         |
| 4   | Juan Ayuso                 | UAE Team Emirates       | +18"        |
| 5   | Wout Poels                 | Team Bahrain Victorious | +18"        |
| 6   | Ben O'Connor               | AG2R Citroën Team       | +18"        |
| 7   | Tobias Halland Johannessen | Uno-X Pro Cycling Team  | +21"        |
| 8   | Guillaume Martin           | Cofidis                 | +24"        |
| 9   | Richard Carapaz            | Ineos Grenadiers        | +27"        |
| 10  | Torstein Træen             | Uno-X Pro Cycling Team  | +35"        |

### Etapa a 6-a
26 martie 2022 — Costa Daurada (Salou) - Costa Daurada (Cambrils), 167,6 km (104,1 mi)
| Loc | Concurent                | Echipă                             | Timp       |
| --- | ------------------------ | ---------------------------------- | ---------- |
| 1   | Richard Carapaz          | Ineos Grenadiers                   | 4h 09' 19" |
| 2   | Sergio Higuita           | Bora–Hansgrohe                     | +0"        |
| 3   | Kaden Groves             | Team BikeExchange–Jayco            | +48"       |
| 4   | Simone Velasco           | Astana Qazaqstan Team              | +48"       |
| 5   | Quentin Pacher           | Groupama–FDJ                       | +48"       |
| 6   | Jan Bakelants            | Intermarché–Wanty–Gobert Matériaux | +48"       |
| 7   | Fernando Barceló         | Caja Rural–Seguros RGA             | +48"       |
| 8   | Dorian Godon             | AG2R Citroën Team                  | +48"       |
| 9   | Mattias Skjelmose Jensen | Trek–Segafredo                     | +48"       |
| 10  | Henri Vandenabeele       | Team DSM                           | +48"       |

| Loc | Concurent                  | Echipă                  | Timp        |
| --- | -------------------------- | ----------------------- | ----------- |
| 1   | Sergio Higuita             | Bora–Hansgrohe          | 26h 35' 24" |
| 2   | Richard Carapaz            | Ineos Grenadiers        | +16"        |
| 3   | João Almeida               | UAE Team Emirates       | +52"        |
| 4   | Nairo Quintana             | Arkéa–Samsic            | +53"        |
| 5   | Juan Ayuso                 | UAE Team Emirates       | +1' 18"     |
| 6   | Wout Poels                 | Team Bahrain Victorious | +1' 10"     |
| 7   | Ben O'Connor               | AG2R Citroën Team       | +1' 10"     |
| 8   | Tobias Halland Johannessen | Uno-X Pro Cycling Team  | +1' 13"     |
| 9   | Guillaume Martin           | Cofidis                 | +1' 16"     |
| 10  | Torstein Træen             | Uno-X Pro Cycling Team  | +1' 27"     |

### Etapa a 7-a
28 martie 2022 — Barcelona - Barcelona, 138,6 km (86,1 mi)
| Loc | Concurent        | Echipă                      | Timp       |
| --- | ---------------- | --------------------------- | ---------- |
| 1   | Andrea Bagioli   | Quick-Step Alpha Vinyl Team | 3h 18' 09" |
| 2   | Attila Valter    | Groupama–FDJ                | +0"        |
| 3   | Fernando Barceló | Caja Rural–Seguros RGA      | +0"        |
| 4   | Juan Ayuso       | UAE Team Emirates           | +0"        |
| 5   | Dylan Teuns      | Team Bahrain Victorious     | +0"        |
| 6   | Guillaume Martin | Cofidis                     | +0"        |
| 7   | Nairo Quintana   | Arkéa–Samsic                | +0"        |
| 8   | Carlos Verona    | Movistar Team               | +0"        |
| 9   | Sergio Higuita   | Bora–Hansgrohe              | +0"        |
| 10  | Richard Carapaz  | Ineos Grenadiers            | +0"        |

| Loc | Concurent                  | Echipă                 | Timp        |
| --- | -------------------------- | ---------------------- | ----------- |
| 1   | Sergio Higuita             | Bora–Hansgrohe         | 29h 53' 33" |
| 2   | Richard Carapaz            | Ineos Grenadiers       | +16"        |
| 3   | João Almeida               | UAE Team Emirates      | +52"        |
| 4   | Nairo Quintana             | Arkéa–Samsic           | +53"        |
| 5   | Juan Ayuso                 | UAE Team Emirates      | +1' 08"     |
| 6   | Ben O'Connor               | AG2R Citroën Team      | +1' 10"     |
| 7   | Tobias Halland Johannessen | Uno-X Pro Cycling Team | +1' 13"     |
| 8   | Guillaume Martin           | Cofidis                | +1' 16"     |
| 9   | Torstein Træen             | Uno-X Pro Cycling Team | +1' 27"     |
| 10  | Sam Oomen                  | Team Jumbo–Visma       | +1' 55"     |

## Clasamentele actuale

### Clasamentul general
Clasamentul final locurile 1-10
| Loc | Concurent                  | Echipă                 | Timp        |
| --- | -------------------------- | ---------------------- | ----------- |
| 1   | Sergio Higuita             | Bora–Hansgrohe         | 29h 53' 33" |
| 2   | Richard Carapaz            | Ineos Grenadiers       | +16"        |
| 3   | João Almeida               | UAE Team Emirates      | +52"        |
| 4   | Nairo Quintana             | Arkéa–Samsic           | +53"        |
| 5   | Juan Ayuso                 | UAE Team Emirates      | +1' 08"     |
| 6   | Ben O'Connor               | AG2R Citroën Team      | +1' 10"     |
| 7   | Tobias Halland Johannessen | Uno-X Pro Cycling Team | +1' 13"     |
| 8   | Guillaume Martin           | Cofidis                | +1' 16"     |
| 9   | Torstein Træen             | Uno-X Pro Cycling Team | +1' 27"     |
| 10  | Sam Oomen                  | Team Jumbo–Visma       | +1' 55"     |

### Clasamentul pe puncte
Clasamentul final locurile 1-10
| Loc | Concurent       | Echipă                      | Puncte |
| --- | --------------- | --------------------------- | ------ |
| 1   | Kaden Groves    | Team BikeExchange–Jayco     | 17     |
| 2   | Richard Carapaz | Ineos Grenadiers            | 15     |
| 3   | Sergio Higuita  | Bora–Hansgrohe              | 15     |
| 4   | João Almeida    | UAE Team Emirates           | 11     |
| 5   | Ben O'Connor    | AG2R Citroën Team           | 10     |
| 6   | Andrea Bagioli  | Quick-Step Alpha Vinyl Team | 10     |
| 7   | Ethan Vernon    | Deceuninck–Quick-Step       | 10     |
| 8   | Nairo Quintana  | Arkéa–Samsic                | 10     |
| 9   | Juan Ayuso      | UAE Team Emirates           | 8      |
| 10  | Attila Valter   | Groupama–FDJ                | 6      |

### Clasamentul cățărătorilor
Clasamentul final locurile 1-10
| Loc | Concurent         | Echipă            | Puncte |
| --- | ----------------- | ----------------- | ------ |
| 1   | Sergio Higuita    | Bora–Hansgrohe    | 28     |
| 2   | Mikel Bizkarra    | Euskaltel–Euskadi | 21     |
| 3   | Ander Okamika     | Burgos BH         | 20     |
| 4   | Marc Soler        | UAE Team Emirates | 20     |
| 5   | Steven Kruijswijk | Team Jumbo–Visma  | 17     |
| 6   | João Almeida      | UAE Team Emirates | 16     |
| 7   | Juan Ayuso        | UAE Team Emirates | 16     |
| 8   | Jesús Herrada     | Cofidis           | 15     |
| 9   | Nairo Quintana    | Arkéa–Samsic      | 14     |
| 10  | Quentin Pacher    | Groupama–FDJ      | 12     |

### Clasamentul tinerilor
Clasamentul final locurile 1-10
| Loc | Concurent                  | Echipă                 | Timp        |
| --- | -------------------------- | ---------------------- | ----------- |
| 1   | Sergio Higuita             | Bora–Hansgrohe         | 29h 53' 33" |
| 2   | João Almeida               | UAE Team Emirates      | +52"        |
| 3   | Juan Ayuso                 | UAE Team Emirates      | +1' 08"     |
| 4   | Tobias Halland Johannessen | Uno-X Pro Cycling Team | +1' 13"     |
| 5   | Carlos Rodríguez           | Ineos Grenadiers       | +2' 50"     |
| 6   | Mattias Skjelmose Jensen   | Trek–Segafredo         | +2' 54"     |
| 7   | Javier Romo                | Astana Qazaqstan Team  | +12' 35"    |
| 8   | Attila Valter              | Groupama–FDJ           | +17' 35"    |
| 9   | Sylvain Moniquet           | Lotto Soudal           | +20' 50"    |
| 10  | Henri Vandenabeele         | Team DSM               | +23' 52"    |

### Clasamentul pe echipe
Clasamentul final locurile 1-10
| Loc | Echipă                             | Timp        |
| --- | ---------------------------------- | ----------- |
| 1   | Team Bahrain Victorious            | 89h 46' 49" |
| 2   | UAE Team Emirates                  | +6' 35"     |
| 3   | Groupama–FDJ                       | +7' 18"     |
| 4   | Uno-X Pro Cycling Team             | +7' 20"     |
| 5   | Ineos Grenadiers                   | +11' 14"    |
| 6   | Bora–Hansgrohe                     | +11' 15"    |
| 7   | Trek-Segafredo                     | +17' 53"    |
| 8   | Intermarché–Wanty–Gobert Matériaux | +18' 00"    |
| 9   | Movistar Team                      | +24' 50"    |
| 10  | Team Jumbo–Visma                   | +26' 44"    |

## Legături externe
- Volta a Catalunya 2022 – ProCyclingStats